# Coccinita
La coccinita és un mineral de la classe dels halurs. És un dels dos iodurs de mercuri coneguts, junt amb la moschelita.

## Característiques
La coccinita és un halur de fórmula química HgI₂. Cristal·litza en el sistema tetragonal. Pot ser un mineral perjudicial per a la salut i el medi ambient.
Segons la classificació de Nickel-Strunz es troba classificada al grup 3.AB. (Halurs simples sense aigua). Comparteix grup amb els següents minerals: Fluorocronita, tolbachita, Sel·laïta, Cloromagnesita, Lawrencita, Scacchita, Fluorita, Frankdicksonita, Strontiofluorita, Tveitita-(Y), Gagarinita-(Y), Gagarinita-(Ce) i Polezhaevaïta-(Ce).

## Formació i jaciments
S'ha descrit a Austràlia i a Mèxic (localitat tipus) tot i que no de manera completa.